# PGC 621
LEDA/PGC 621, auch ESO 349-31 und Irreguläre Sculptor-Zwerggalaxie genannt, ist eine Irreguläre Zwerggalaxie vom Hubble-Typ IBm im Sternbild Bildhauer am Südsternhimmel. Sie ist schätzungsweise 10 Millionen Lichtjahre von der Milchstraße entfernt und hat einen Durchmesser von etwa 7.500 Lichtjahren. Die Galaxie gilt als Mitglied der Sculptor-Gruppe.
Im selben Himmelsareal befinden sich u. a. die Galaxien NGC 10, PGC 394, PGC 519, PGC 659212